# 維吉尼亞州第五十六志願步兵團
維吉尼亞州第五十六志願步兵團 (56th Virginia Volunteer Infantry Regiment)是美國南北戰爭時邦聯軍隊中的一支步兵團。

## 成立
維吉尼亞州第五十六步兵團成立於1861年9月。

## 隸屬
第五十六步兵團是第一兵團中，李察·加耐特(Richard Garnett)准將之軍旅中的一個步兵團，參與過不少主要戰役。

## 戰役
- 李斯堡之役(在此第五十六步兵團失去近2/3的人馬)
- 第二次牛奔河之役(第五十六步兵團加入皮克特麾下後不久)
- 南山之役
- 威廉斯堡之役
- 馬份山之役 (Malvern Hill)
- 蓋茨堡之役
- 彼得斯堡圍城戰
- 阿波馬托克斯郡府之役(除了小數人外，其他第五十六步兵團之成員都在不久前已投降)

## 外部連結
- https://web.archive.org/web/19990218084606/http://www.geocities.com/Heartland/Hills/1850/56thvainf.html 維吉尼亞州第五十六步兵團之歷史